# Multiple Kill Vehicle
Das Multiple Kill Vehicle (MKV) ist ein System aus mehreren kinetischen Gefechtsköpfen zur Abwehr von Interkontinentalraketen außerhalb der Erdatmosphäre. Aktuell entwickeln die US-Konzerne Lockheed Martin und Raytheon jeweils eigene Prototypen.

## Beschreibung
Das MKV-Programm wurde initiiert, um eine schnelle Saturierung des US-Raketenabwehrsystems durch MIRV-Sprengköpfe zu verhindern oder zumindest zu verzögern. Eine einzelne, moderne Interkontinentalrakete (z. B. vom Typ Bulawa-30 oder Peacekeeper) kann mit bis zu 10 Gefechtsköpfen bestückt werden, was den Einsatz von mindestens 10 Abwehrraketen nötig macht. Bereits bei mehr als fünf MIRV-bestückten Interkontinentalraketen würde das Abwehrsystem daher höchstwahrscheinlich überlastet sein.
Um dieses Problem zu lösen, basiert das MKV-System im Wesentlichen auf dem MIRV-Konzept: Es sollen mehrere kinetische Abfangsgefechtsköpfe in einer einzelnen Abwehrrakete untergebracht werden, um so die zahlenmäßige Überlegenheit des Angreifers zu neutralisieren. Je nach Konzept sind hier bis zu 20 Gefechtsköpfe möglich. Es müssen nur geringfügige Änderungen an der Trägerrakete vorgenommen werden, da der Formfaktor des jeweiligen originalen Gefechtskopfes beibehalten wird.

### MKV-L

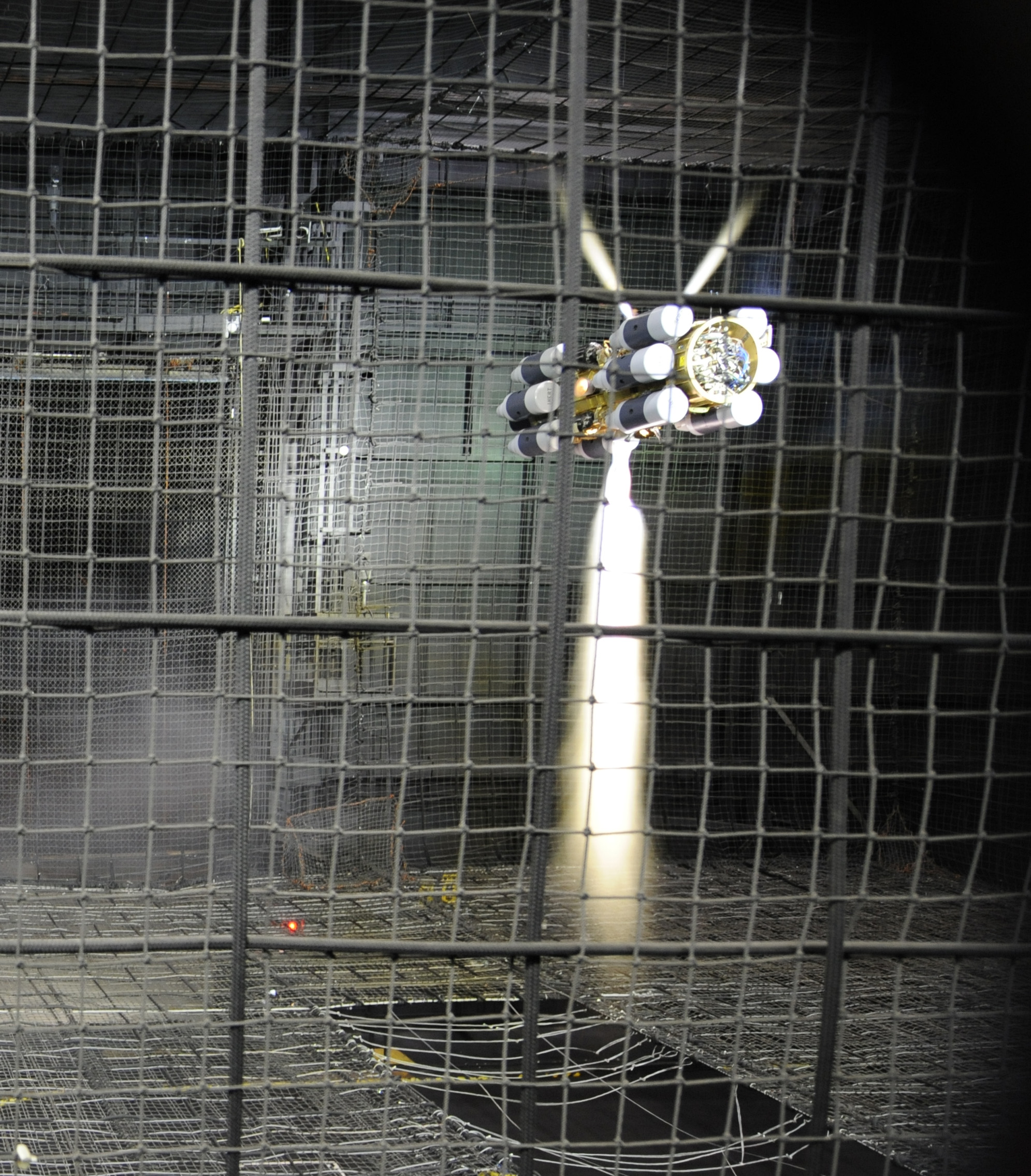
Das MKV-L bei einem Test

Dies ist das MKV-Konzept von Lockheed Martin. Es sieht eine größere, zentrale Sensoreinheit vor, um welches dann die einzelnen Gefechtsköpfe (zwölf Stück) gruppiert werden. Die zentrale Einheit ist für die Zielerfassung, die Kommunikation mit dem Bodensegment und die Steuerung der Gefechtsköpfe zuständig. Der jüngste Test vom 2. Dezember 2008 demonstrierte die Fähigkeiten der Lagekontrolltriebwerke.

### MKV-R
Dies ist das MKV-Konzept von Raytheon. Im Gegensatz zu dem Entwurf von Lockheed Martin ist hierbei keine Zentraleinheit vorgesehen, so dass nur gleichartige Gefechtsköpfe in der Abfangrakete untergebracht werden.

## Plattformen
- Ground-Based Interceptor
- Kinetic Energy Interceptor
- Standard Missile 3